# Plectrocnemia variegata
Plectrocnemia variegata är en nattsländeart som först beskrevs av Banks 1900.  Plectrocnemia variegata ingår i släktet Plectrocnemia och familjen fångstnätnattsländor. Inga underarter finns listade i Catalogue of Life.